# Armenia City in the Sky
Pistes de The Who Sell Out
Heinz Baked Beans
Armenia City in the Sky est une chanson du groupe britannique The Who, parue à la première piste de l'album The Who Sell Out à la fin 1967.
Cette chanson a été enregistrée au studio A des studios IBC de Londres, le 20 octobre 1967.

## Caractéristiques
C'est une des chansons les plus originales des Who. Elle n'a même pas été écrite par un membre du groupe, mais par l'ancien camarade de chambre et chauffeur de Pete Townshend John Keene. C'est la première fois que le groupe joua une chanson écrite pour eux par une personne extérieure au groupe. 
La chanson est très psychédélique. Elle commence par une voix distordue énumérant les jours de la semaine, imitant une radio (The Who Sell Out est truffé de ce genre de plaisanteries, le disque s'écoutant comme une parodie d'émission de radio). La voix s'estompe rapidement, laissant la place à une longue note jouée par un cor d'harmonie, qui donne le véritable début de la chanson. La guitare joue quelques accords simplistes; la basse et la batterie effectuent un rythme de base. Ce qui rend la chanson si complexe, ce sont les arrangements de cuivres. Des trompettes, des trombones et des cors ont été utilisés (joués par John Entwistle). Townshend a également agrémenté la chanson de quelques effets à la guitare. Tout cela donne une atmosphère onirique.
C'est Roger Daltrey qui chante ici, avec une voix particulièrement aigüe, accompagné au micro par l'auteur de la chanson, John "Speedy" Keene. À la fin de la chanson, on entend un jingle de Radio London, radio pirate anglaise. L'entreprise possédant les droits du jingle a attaqué le groupe en justice pour cette utilisation, mais un compromis a pu être trouvé.
Armenia City in the Sky a été reprise en concert par le groupe Sugar et figure sur l'album "Besides" de 1995.